# 醉侠苏乞儿
《醉侠苏乞儿》（英語：Story of Drunken Master），1979年6月7日在英属香港上映的功夫片和动作片。

## 剧情
佛山苏花子生日，邻里街坊都来祝寿，一个老翁送给他一对金银酒，喝了之后功力大增，他的徒弟阿昌把它收在神龛上。陈彪的弟弟阿豹喜好赌博，他在赌场输了钱，嫁祸给苏花子。阿凯爱慕金花时日已久，一日他调戏金花，被金花和志伟制服了，陈彪带着阿凯找苏花子算账，苏花子为了救徒弟志伟的性命，将他打成了重伤，金花不理解师傅是不得已才这样做的目的，痛心地带着志伟回到了家养病，不久之后，阿凯带着聘礼向金花求婚，事实上是陈彪贪恋金花的美色打算娶她，又不好意思，只得伪装阿凯去求婚。金花气不过，请求师傅苏花子做主，结果碰上了苏花子十年前交过手的北螳螂高手陈彪。因为没有喝酒，苏花子使不出醉拳，于是叫徒弟阿昌回去取酒，谁知道阿昌半途中自己把酒都喝光了，喝了金银酒的阿昌功力大增，借助师傅苏花子的指导，将陈彪击毙。

## 演员
| 演员   | 角色     | 备注                                           |
| 杨盼盼 | 金花     | 苏花子的女徒弟。                               |
| 袁小田 | 苏花子   | 醉拳高手，精通醉八仙，徒弟为金花、志伟、阿昌。 |
| 袁龙驹 | 阿昌     | 苏花子的弟子。                                 |
| 任世官 | 陈彪     | 北螳螂拳高手。                                 |
| 石天   | 地主少爷 | 佛山当地的地主少爷。                           |
| 卡萨伐 | 志伟     | 苏花子的弟子，当铺的少东家。                   |

## 制作
电影制作于1979年，是早期的港产片，女主角是台湾演员杨盼盼，男主角是著名京剧演员出身的袁小田。